# Gliese 507.1
Gliese 507.1 (GJ 507.1 / GJ 9440) es una estrella en la constelación de Canes Venatici.
Visualmente se localiza 47 minutos de arco al sur de HD 115723.
De magnitud aparente +10,66, no es observable a simple vista.
Gliese 507.1 es una enana roja de tipo espectral M2.0V cuya temperatura efectiva es de 3445 ± 50 K.
Es una estrella de similares características a las de Lalande 21185, Gliese 54 o Gliese 91.
Su luminosidad en el espectro visible equivale al 1,5% de la luminosidad solar aunque, al igual que el resto de enanas rojas, la mayor parte de la radiación que emite es luz infrarroja.
Tiene un radio igual al 70% del radio solar y gira sobre sí misma con una velocidad de rotación proyectada de 2,3 km/s, lo que conlleva que su período de rotación es igual o inferior a 15,40 días.
Presenta un contenido metálico algo superior al del Sol, siendo su índice de metalicidad [M/H] = +0,07.
Gliese 507.1 se halla situada, de acuerdo a la reducción de los datos de paralaje de Hipparcos (58,86 ± 1,49 milisegundos de arco), a 55,4 años luz del sistema solar.
Es probable miembro de la asociación estelar de Tucana-Horologium.
Por otra parte, la estrella conocida más próxima a ella es BL Canum Venaticorum, distante 3,7 años luz.